# Ribeira Brava
Ribeira Brava és un municipi de l'arxipèlag de Madeira. Se sotsdivideix en quatre parròquies:
- Campanário
- Ribeira Brava
- Serra de Água
- Tabua